# 沃内特
沃内特（法語：Venette，法語發音：[vənɛt]）是法国瓦兹省的一个市镇，属于贡比涅区。

## 地理
沃内特（49°24'56"N, 2°47'59"E）面积8.45 平方千米，位于法国上法蘭西大區瓦兹省，该省份为法国北部内陆省份，北起索姆省，西接厄尔省和滨海塞纳省，南至塞纳-马恩省和瓦兹河谷省，东临埃纳省。
与沃内特接壤的市镇（或旧市镇、城区）包括：马尔尼莱贡比涅、贡比涅、若镇、拉谢勒。

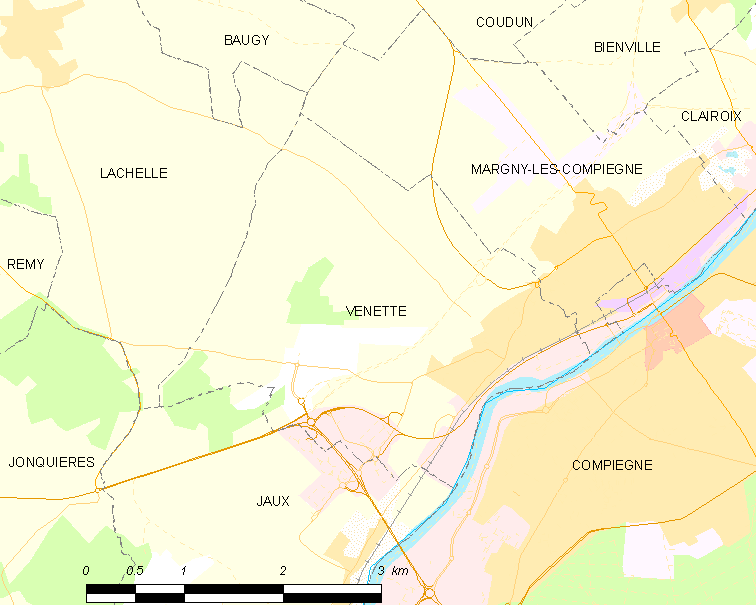
沃内特的OSM定位图

沃内特的时区为UTC+01:00、UTC+02:00（夏令时）。

## 行政
沃内特的邮政编码为60280，INSEE市镇编码为60665。

## 政治
沃内特所属的省级选区为贡比涅第二县。

## 人口

1962-2008年间沃内特人口变化图示

沃内特于2022年1月1日时的人口数量为2776人。